# 사토 유헤이
사토 유헤이(일본어: 佐藤 優平, 1990년 10월 29일 ~ )는 일본의 축구 선수로 현재 대한민국 K리그2의 부산 아이파크에서 미드필더로 활동하고 있다.

## 구단 경력
그는 2013년부터 2021년까지 J리그의 요코하마 F. 마리노스, 알비렉스 니가타, 몬테디오 야마가타, 도쿄 베르디에서 활동하였다.